# Бакарди, Факундо
Факундо Бакарди́ Массо́ (кат. Facund Bacardí i Massó; 1813 год, Сиджес — 1886 год, Сантьяго-де-Куба) — испанский и кубинский предприниматель, основатель корпорации Bacardi Limited, крупнейшего в мире производителя алкогольных напитков, находящегося в частном владении.

## Биография
Факундо Бакарди́ родился в Каталонии, в семье каменщика. В 1830 году его семья переезжает на Кубу, бывшую тогда владением Испании, и обосновывается в городе Сантьяго-де-Куба. В 1844 году семья Бакарди открывает в Сантьяго торговую лавку. Незадолго до этого Факундо женится на состоятельной кубинке Амалии Моро, принесшей ему значительное приданое, вложенное затем в семейное предприятие. У Факундо и Амалии рождаются дети: в 1844 году Эмилио, в 1846 — Хуан, в 1848 — Факундо-младший, в 1851 — Мария, в 1857 — Хосе, в 1861 — Амалия-младшая.
В 1852 году Сантьяго-де-Куба охватывает эпидемия холеры, заболевают Хуан и Мария, и Факундо с семьёй спешно уезжает на родину, в Каталонию. После возвращения на Кубу бизнес Бакарди становится жертвой охватившего страну экономического кризиса (поразившего в первую очередь сахарную отрасль), и в 1855 Факундо вынужден был объявить себя банкротом.

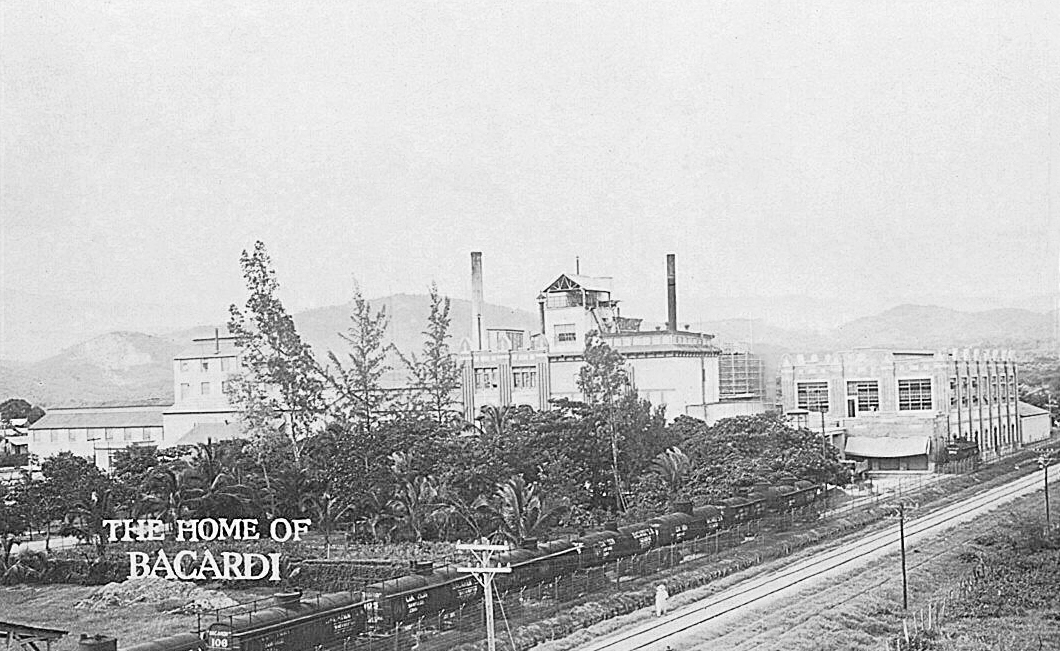
Bacardi Distillery, Santiago de Cuba

В то время на Кубе производился достаточно низкокачественный, неочищенный ром (т. н. аквардиенте). Экспериментируя с этим грубым алкоголем, Ф. Бакарди совместно с кубинцем французского происхождения Жозефом Леоном Бутелье, путём дистиллирования, ферментации, фильтрации и выдержки добился существенного улучшения качества напитка. 4 февраля 1862 года партнёры покупают за 3500 долларов США небольшое предприятие по производству рома на Calle Matadero Nr.5 в порту Сантьяго и основывают фирму «Bacardi, Boutellier, and Company». В предприятии участвует также младший брат Факундо, Хосе Бакарди. Разработанный Факундо новый рецепт по производству белого Premium-Rum с мягким и приятным вкусом принёс этому семейному предприятию многочисленные награды на международных конкурсах и финансовый успех. В 1874 году предприятие было реорганизовано, руководителями его становятся также сыновья Факундо, и оно получило название «Bacardi and Company», став крупнейшим производителем рома на Кубе. В 1877 году Факундо Бакарди уходит в отставку с поста президента фирмы, передав его своему сыну Эмилио. Ещё при жизни Факундо Бакарди получил на Кубе прозвище «El Rey de los Rones» («Король рома»).